# جاستن برانان
جاستن برانان (بالإنجليزية: Justin Lee Brannan)‏ هو مغني وكاتب أغاني وشاعر أمريكي، ولد في 14 أكتوبر 1978 في بروكلين في الولايات المتحدة.